# Ida Marie Suhr
Ida Marie Suhr (1853-1938) var en velhavende dansk filantrop og ejendomsejer. Hun huskes for sine forbindelser med Skagensmalerne, især Anna og Michael Ancher, som hun mødte under årlige besøg i Skagen og inviterede til at bo hos sig på godset Petersgaard i Sydsjælland. Ud over de arbejderboliger, hun lod bygge til de ansatte på Petersgaard, finansierede hun et ældrehus i Langebæk og et rekreationshjem i København.

## Levnedsløb
Ida Marie Suhr blev født den 5. oktober 1853 i København som datter af den velstående købmand Ole Berendt Suhr (1813-1875) og Ida Marie Bech (1825-1897). Hun var det fjerde af seks børn i familien.
Ud over Petersgaard havde Ida Marie Suhr en fin bolig i Den Suhrske Gård på Gammeltorv i det centrale København, hvor hun tilbragte vintrene. Hun besøgte sandsynligvis første gang Skagen i 1890'erne eller begyndelsen af 1900-tallet og boede på Brøndums Hotel, som var tæt forbundet med Skagensmalerne. Hun fortsatte med at vende tilbage hvert år indtil 1937. Hun blev ven af Brøndums, Anchers, Tuxens og af Kong Christian X og Dronning Alexandrine. I forbindelse med kongeparret siges det, at kongen, da han besøgte hende i hendes bopæl i København, tændte en cigaret. Suhr svarede med fast stemme: "Deres majestæt, i dette hus ryger De kun, når De har fået lov". Og han slukkede straks sin cigaret.
Hun ankom til Skagen i en stor bil med egen chauffør, som hun også brugte til kirken hver søndag, hvor hun sad på første række, mens hendes uniformerede chauffør sad bagved. Hun var dybt interesseret i kunst, og i 1909 skænkede hun en altertavle af Joakim Skovgaard til Skagen Kirke. Til gengæld for sine besøg i Skagen inviterede hun flere af kunstnerne til at bo hos hende på Petersgaard, hvor de kunne gå på jagt, eller i København. Suhrs lange korrespondance med Michael Ancher er bevaret på Petersgaard.
Ud over sine kontakter med Skagensmalerne huskes Suhr for sit velgørende arbejde. Hun lod gode arbejderboliger opføre til sine ansatte på Petersgaard, etablerede et ældrehus i Langebæk og byggede et stort rekreationshjem i København.
Ida Marie Suhr døde den 9. august 1938 på Petersgaard nær Kalvehave.